# Protandrena maximina
Protandrena maximina är en biart som beskrevs av Gonzalez och Ruz 2007. Protandrena maximina ingår i släktet Protandrena och familjen grävbin. Inga underarter finns listade i Catalogue of Life.